# توده (فیلم ۱۹۵۱)
«توده» (انگلیسی: The Crowd) یک فیلم است که در سال ۱۹۵۱ منتشر شد.